# Orchestra di Piazza Vittorio
L'Orchestra di Piazza Vittorio è un'orchestra multietnica nata nel 2002 all'interno dell'Associazione Apollo 11, un progetto sostenuto da artisti, intellettuali e operatori culturali che hanno voluto valorizzare il rione Esquilino di Roma, dove gli Italiani sono una minoranza etnica. L'Orchestra rappresenta una realtà unica: è la prima e sola orchestra nata con l'auto-tassazione di alcuni cittadini che ha creato posti di lavoro e relativi permessi di soggiorno per eccellenti musicisti provenienti da tutto il mondo, e promuove la ricerca e l'integrazione di repertori musicali diversi nonché spesso sconosciuti al grande pubblico, costituendo inoltre un mezzo di recupero e di riscatto per artisti stranieri che vivono a Roma, talvolta in condizioni di emarginazione culturale e sociale.
Il gruppo nasce da un'idea di Mario Tronco, componente della Piccola Orchestra Avion Travel, e del documentarista Agostino Ferrente che ne filma in diretta la nascita e debutta il 24 novembre 2002 con il concerto di chiusura del Romaeuropa Festival.
Dalla sua nascita ad oggi l'Orchestra di Piazza Vittorio ha all'attivo oltre 1.300 concerti in tutto il mondo, 5 album ("L’Orchestra di Piazza Vittorio"; "Sona" ; "Il Flauto Magico secondo l’OPV", "L’Isola di Legno ", "Credo"), 3 spettacoli operistici ("Don Giovanni di Mozart"; "Carmen"; "Il Flauto Magico") e uno spettacolo autobiografico, "Il Giro del Mondo in 80 minuti".
Dal 2002 ad oggi oltre 100 musicisti provenienti da aree geografiche e da ambiti musicali molto diversi tra loro si sono incontrati realizzando progetti creativi e professionali che spesso hanno costituito per loro opportunità di riscatto sociale.
L’Orchestra promuove la ricerca e l’integrazione di repertori musicali diversi.

## Il Flauto Magicosecondo l'Orchestra di Piazza Vittorio
Lo spettacolo, presentato in una prima fase con la sua sola overture nel 2007 e che ha visto il suo debutto mondiale nel 2009 al Festival Les Nuits de Fourvière a Lione, è la rilettura de Il flauto magico di Wolfgang Amadeus Mozart, raccontato come fosse una favola musicale tramandata in forma orale e giunta in modi diversi a ciascuno dei musicisti.
Al debutto Italiano al Romaeuropa Festival seguono spettacoli in teatri e festival italiani e internazionali, tra cui quelli di Parigi, Atene, Barcellona, Bahrein, Helsinki, Aix en Provence, Amsterdam e Rotterdam (dove l'Orchestra incide il live incluso nel libro Il Flauto Magico secondo l'Orchestra di Piazza Vittorio). Lo spettacolo ha avuto oltre 200 rappresentazioni in Italia e nel mondo.
Il Flauto Magico secondo l'Orchestra di Piazza Vittorio è diventato anche un film, per la regia di Mario Tronco e Gianfranco Cabiddu, prodotto da Paco Cinematografica e Denis Friedman Productions e presentato in anteprima alla XIII Festa del Cinema di Roma.

## Carmensecondo l'Orchestra di Piazza Vittorio
Lo spettacolo, ispirato alla Carmen di George Bizet ha avuto tre allestimenti.
Nasce come produzione del Festival Les Nuits de Fourvière e Opéra Théâtre de Saint-Étienne nel 2013. Nel 2014, questo spettacolo apre la stagione operistica estiva del Teatro dell’Opera di Roma alle Terme di Caracalla.
Nel 2015, le rielaborazioni musicali dello spettacolo confluiscono nella Carmen del regista Mario Martone, prodotta dal Teatro Stabile di Torino, in scena per circa due anni nei principali teatro d'Italia.

## Don Giovannisecondo l'Orchestra di Piazza Vittorio
Lo spettacolo, ispirato al Don Giovanni di Wolfang Amadeus Mozart, è stato prodotto nel 2017 dalla Accademia Filarmonica Romana e dal Festival Les Nuits de Fourvière.

## Il Giro del Mondo in 80 Minuti
Il Giro del Mondo in 80 minuti è un concerto scenico che racconta di un viaggio nell'umanità attraverso il modo di fare e vivere la musica dell'Orchestra di Piazza Vittorio.
Una nave in partenza per destinazione ignota, l'unica condizione per potersi imbarcare è portare con sé una canzone. Il tempo stringe, tra mille peripezie e colpi di scena, i viaggiatori-musicisti salgono a bordo e si raccontano con melodie di luoghi e ricordi lontani. Ogni storia è un mondo che l'Orchestra accoglie in un emozionante mosaico di suoni ed immagini per scoprire infine che abbiamo tutti una storia da raccontare.

## Il film
Agostino Ferrente finalizza nel 2006 il documentario L'orchestra di piazza Vittorio, che racconta, in chiave diaristica, la storia di questa inconsueta formazione musicale. Il film viene presentato con grande successo in numerosi festival internazionali tra cui il Festival di Locarno e il Tribeca Film Festival di New York, per poi essere distribuito nelle sale cinematografiche italiane da Lucky Red, in quelle americane da Netflix e in numerosi altri paesi. Nel 2007 si aggiudica numerosi premi, tra cui il Nastro d'argento e il Globo d'Oro come migliore documentario.

## Musicisti che hanno suonato nell'orchestra
- Houcine Ataa (Tunisia) – voce
- Fausto Bottoni (Italia) – trombone, euphonium
- Emanuele Bultrini (Italia) – chitarre
- Peppe D'Argenzio (Italia) – sax baritono e soprano, clarinetti
- Sanjay Kansa Banik (India) – tabla
- Awalys Ernesto “El Kiri” López Maturell (Cuba) – batteria, congas
- Omar López Valle (Cuba) – tromba, flicorno
- Zsuzsanna Krasznai (Ungheria) – violoncello
- John Maida (Stati Uniti) – violino
- Gaia Orsoni (Italia) – viola
- Carlos Paz Duque (Ecuador) – voce, flauti andini
- Pino Pecorelli (Italia) – contrabbasso,
- Leandro Piccioni (Italia) – pianoforte
- El Hadji “Pap” Yeri Samb (Senegal) – voce, djembe, dumdum, sabar
- Raúl “Cuervo” Scebba (Argentina) – marimba, congas, percussioni, timpani
- “Kaw” Dialy Mady Sissoko (Senegal) – voce, kora
- Ziad Trabelsi (Tunisia) – voce, oud
- Mario Tronco (Italia) – Fender Rhodes
- Mohammed Bilal (India) – armonium, castagnette
- Evandro Cesar Dos Reis (Brasile) – voce, chitarra classica e elettrica, cavaquinho
- Amrit Hussain (India) – tabla
- Eszter Nagypal (Ungheria) – violoncello
- Giuseppe Smaldino (Italia) – corno

Artisti che hanno collaborato
- Sylvie Lewis (Regno Unito/Stati Uniti) – voce, chitarra
- Petra Magoni (Italia) – voce
- Maria Laura Martorana (Italia)  – voce
- Mama Marjas (Italia) – voce
- Simona Boo (Italia) – voce
- Raffaele Schiavo (Italia)  – voce
- Hersi Matmuja (Albania) – voce
- Cristina Zavalloni (Italia) – voce
- Violetta Zironi (Italia) – voce

## Discografia
- 2004 - L'Orchestra di Piazza Vittorio - Vincitore del 'German Record Critics' Award" 2005 per la sezione Worldmusic
- 2006 - Sona
- 2011 - Il Flauto Magico secondo l'Orchestra di Piazza Vittorio
- 2013 - L'isola di legno
- 2016 - Credo